# 鮎魚醤
鮎魚醤（あゆぎょしょう）は、アユを原料とする魚醤。大分県等で製造されている。

## 概要
アユと塩を原料とし、4か月かけて発酵および熟成させる。魚醤としては臭みが少なく、和食やフランス料理、イタリア料理など様々な料理の隠し味などに用いやすい。パリのアストランスなど、日本国外の外食店でも使用されている。鮎魚醤を希釈したり、醤油とブレンドした商品も作られている。

## 歴史
大分県日田市は、三隈川や玖珠川などの河川で古くからアユの漁や養殖が盛んだった。一方、体長が規格外だったり傷がついたりして販売できないアユは廃棄されており、2000年頃から養殖業者と醤油醸造業のまるはらが有効に利用する方法を検討していた。まるはらの技術を活かしてアユを魚醤にする事を考え、タンパク質分解酵素の研究を行っていた大分県産業科学技術センターと共同で開発を進めた。
魚醤特有の臭みを低減するため4年間かけて試行錯誤を繰り返し、世界的にも例の少ない淡水魚の魚醤を完成させた。2003年には大分県とまるはらが共同で特許を取得し、2004年に発売された。2009年にはまるはらが工場を新設して年間20トンの生産を行うようになり、地元の規格外のアユだけでは原料魚が不足するほどになったという。